# Phong Thạnh Đông
Phong Thạnh Đông là một xã thuộc thị xã Giá Rai, tỉnh Bạc Liêu, Việt Nam.

## Địa lý
Xã Phong Thạnh Đông nằm ở phía đông bắc thị xã Giá Rai, có vị trí địa lý:
- Phía đông giáp huyện Hòa Bình
- Phía tây giáp xã Phong Tân
- Phía nam giáp phường Láng Tròn
- Phía bắc giáp huyện Phước Long.

Xã Phong Thạnh Đông có diện tích 20,40 km², dân số năm 2022 là 8.420 người, mật độ dân số đạt 412 người/km².

## Hành chính
Xã Phong Thạnh Đông được chia thành 6 ấp: 9, 10, 11, 12, 13, 15.

## Lịch sử
Sau năm 1975, xã Phong Thạnh Đông thuộc huyện Giá Rai, tỉnh Minh Hải.
Ngày 4 tháng 4 năm 1979, Hội đồng Chính phủ ban hành Quyết định số 142-CP về việc chia xã Phong Thạnh Đông thành 5 xã: Phong Nam, Phong Tân, Phong Phú, Phong Quý và Phong Thạnh Đông.
Ngày 13 tháng 4 năm 1991, Ban Tổ chức Chính phủ ban hành Quyết định số 183/QĐ-TCCP về việc sáp nhập xã Phong Phú và xã Phong Quý vào xã Phong Thạnh Đông.
Ngày 6 tháng 11 năm 1996, Quốc hội ban hành Nghị quyết về việc chia tỉnh Minh Hải thành tỉnh Bạc Liêu và tỉnh Cà Mau. Khi đó, xã Phong Thạnh Đông thuộc huyện Giá Rai, tỉnh Bạc Liêu.
Ngày 25 tháng 8 năm 1999, Chính phủ ban hành Nghị định số 82/1999/NĐ-CP về việc thành lập xã Phong Thạnh Đông A trên cơ sở 2.691,54 ha diện tích tự nhiên và 15.207 nhân khẩu của xã Phong Thạnh Đông.
Sau khi điều chỉnh địa giới hành chính, xã Phong Thạnh Đông có 2.699 ha diện tích tự nhiên và 6.775 nhân khẩu.
Ngày 15 tháng 5 năm 2015, Ủy ban Thường vụ Quốc hội ban hành Nghị quyết số 930/NQ-UBTVQH13 về việc thành lập thị xã Giá Rai thuộc tỉnh Bạc Liêu. Xã Phong Thạnh Đông trực thuộc thị xã Giá Rai.
Ngày 23 tháng 11 năm 2020, HĐND tỉnh Bạc Liêu ban hành Nghị quyết số 30/NQ-HĐND về việc sáp nhập Ấp 14 vào Ấp 12.

## Kinh tế - xã hội
Xã Phong Thạnh Đông là xã vùng ngọt hóa nông thôn sông ngòi chằng chịt, 2 mùa mưa nắng rõ rệt tạo điều kiện, sản xuất nông nghiệp là chính, chiếm 85% trở lên, nông dân làm 3 vụ lúa/năm, nguồn thu nhập của nhân dân từ sản xuất nông nghiệp là chính, còn lại là tiểu thủ công nghiệp, thương nghiệp và dịch vụ chiếm 15%.
Giáo dục: Toàn xã có 10 điểm trường. Trong đó:
- Trường Mẫu giáo Phong Thạnh Đông
- Trường Tiểu học Phong Thạnh Đông
- Trường THCS Phong Thạnh Đông.

Y tế: Xã có 1 trạm y tế tại ấp 13.
Tôn giáo: Người dân xã Phong Thạnh Đông phần đông theo đạo Phật nên người dân lập 3 miếu thờ ở 3 ấp: 9, 11, 12. Chủ yếu là thờ cúng ông bà và tín ngưỡng dân gian.
Cơ sở hạ tầng: Xã có đường ô tô từ huyện đến trung tâm xã, đường ô tô chạy liên xã, liên ấp so với nhu cầu đạt 65%, xã Phong Thạnh Đông có 13 tuyến đường điện hạ thế, có chiều dài là 42,190 km.
Bưu điện: Xã có 1 trạm Bưu chính viễn thông, được xây dựng kiên cố. Có 95% hộ có phương tiện nghe nhìn, toàn xã có 7 điểm nối mạng internet. Trong đó có 1 điểm internet thư viện điện tử khoa học và Công nghệ của xã, có 1 điểm dịch vụ internet của bưu điện và 5 điểm nối mạng internet gia đình.